# Донатас Банионис
Дона́тас Юозович (Юозасович) Банио́нис (на литовски: Donatas Banionis) е литовски и съветски театрален и киноактьор и театрален режисьор.
Удостоен е със званията народен артист на Литовската ССР (1973) и народен артист на СССР (1974), лауреат е на Националната награда на ГДР (1973), Държавната награда на СССР (1977) и Националната награда на Литва (2013).

## Биография
Докато учи в занаятчийско училище в родния си град, участва в драматичен кръжок, чете статии за театъра и киното. Постъпва (1940) в новосъздадена театрална трупа в Паневежис, където завършва (1944) театрално студио, ставайки професионален актьор. Актьорската му кариера оттогава е свързана с театъра в Паневежис, където създава над 100 образа. Главен режисьор е на театъра от 1980 до 1988 г. Остава в театъра до пенсионирането му на 1 януари 2001 г.
Играе в 69 филма – предимно руски („Мосфилм“, „Ленфилм“, Свердловска киностудия и др.) и литовски (Литовска киностудия), също в други съветски („Беларусфилм“, Рижка киностудия, Одеска киностудия, „Арменфилм“) и съвместни (с ГДР и др.) продукции. Поради литовския му акцент ролите му на руски език са озвучавани от други актьори. Гласът му може да се чуе само в няколко рускоезични филма: „Пази се от автомобил“ („Берегись автомобиля“, 1966), „Операция Тръст“ („Операция Трест“, 1967), „Лов на змии“ („Змеелов“, 1985).
Завършва Държавната консерватория на Литва през 1984 г.
Член е на КПСС от 1960 година, избран е за член на ЦК на Комунистическата партия на Литовска ССР.
През юли 2014 година преживява клинична смърт. На 2 септември получава фатален инсулт.

## Филмография
Сред по-известните са ролите му в следните филми:
- 1965 – „Никто не хотел умирать“
- 1966 – „Берегись автомобиля“
- 1966 – „Маленький принц“
- 1967 – „Операция Трест“
- 1968 – „Мёртвый сезон“
- 1970 – „Король Лир“
- 1971 – „Гойя, или Тяжкий путь познания“ („Гоя, или Тежкият път на познанието“), с ГДР, България, Югославия
- 1972 – „Солярис“ („Соларис“)
- 1972 – „Командир счастливой „Щуки““
- 1976 – „Бетховен. Дни жизни“
- 1976 – „Жизнь и смерть Фердинанда Люса“
- 1977 – „Вооружён и очень опасен“
- 1978 – „Где ты был, Одиссей?“
- 1982 – „Николо Паганини“, 4 серии – СССР / България